# Chitta, Bhalki
Chitta là một làng thuộc tehsil Bhalki, huyện Bidar, bang Karnataka, Ấn Độ.